# سرا ریکو
سرا ریکو (به ایتالیایی: Serra Riccò) یک کومونه در ایتالیا است که در استان جنوا واقع شده‌است. سرا ریکو ۲۶٫۱۷ کیلومتر مربع مساحت و ۷٬۹۶۱ نفر جمعیت دارد و ۱۸۷ متر بالاتر از سطح دریا واقع شده‌است.

## خواهرخوانده
شهر بوئنوس آیرس خواهرخواندهٔ سرا ریکو هست.